# Sharknado: Que la 4ª te acompañe
Sharknado: Que la 4ª te acompañe (título original: Sharknado: The 4th Awakens) es un telefilme estadounidense catastrófico de ciencia ficción de 2016 dirigida por Anthony C. Ferrante. También es la cuarta entrega de la serie de películas Sharknado con Ian Ziering, Tara Reid, David Hasselhoff y Ryan Newman retomando sus papeles de las entregas anteriores.

## Argumento
Han pasado cinco años después de que la Costa Este de Estados Unidos fuera devastada en Sharknado 3. Fin, su familia y el universo han estado desde entonces felizmente libres de sharknados, pero ahora esos tiburones vuelven con más fuerza que nunca.
Fin Shepard necesitará ahora la ayuda de algunos nuevos amigos en su incansable lucha para proteger el mundo de la amenaza sharknádica.

## Reparto
- Ian Ziering - Fin Shepard
- Tara Reid - April Wexler
- Tommy Davidson - Aston Reynolds
- David Hasselhoff - Coronel Gilbert Shepard
- Masiela Lusha - Gemini
- Ryan Newman - Claudia Shepard
- Cody Linley - Matt Shepard
- Imani A. Hakim - Gabrielle
- Cheryl Tiegs - Raye Shepard
- Gary Busey - Wilford Wexler

## Recepción
La película tuvo, como las películas anteriores, un gran éxito de audiencia generando incluso un nuevo récord de audiencia en comparación con las películas anteriores de la francicia. También le encantó a los 
aficionados de la francicia.
En IMDb, con 8.470 votos registrados. la película obtiene hoy en día una media ponderada de 3,8 sobre 10.